# 宿敦
宿敦·那颜（蒙古语轉寫：Sudon noyan，羅馬化：Sudūn Nūyān，見《史集》）是13世纪初蒙古帝国的千户长，出身速勒都思部，汉文史料如《元史》中记载为宿敦官人（那颜意思即“官人”）。

## 生平
宿敦是“四杰”之一赤老温的儿子。赤老温及其父鎖兒罕失剌曾在成吉思汗幼年时救其于危难，因功在蒙古帝国享有极高地位。由于锁儿罕失剌和赤老温在成吉思汗生前去世，宿敦继承了他们的地位。其弟阿剌罕被赐予窝阔台之子闊端。《史集》强调宿敦是 “特别的重臣”，在“成吉思汗纪”的千户长名单中位列右翼第10位。
宿敦那颜被赐予“三河之源”不儿罕・合勒敦深处的领地。不儿罕・合勒敦是成吉思汗等历代蒙古帝王的埋葬地，推测宿敦率领的速勒都思千户可能负责成吉思汗家族的祭祀事务。《元史》记载，1257年（丁巳年，宪宗蒙哥七年），宿敦被赐予真定路投下领地 。
汉文史料未提及宿敦为赤老温的继承者。《史集》记载其子札兰是阿里不哥的“首席那可儿”，且阿里不哥阵营中有多位速勒都思部那颜。推测因宿敦家族在拖雷家族内战和昔里吉之乱中支持阿里不哥，与忽必烈对立，故元朝史料未记载其事迹。波斯文史料对宿敦后裔记载丰富，源于其曾孙出班在伊利汗国担任重臣。

## 子孙
宿敦的后裔分为两支：一支由合术等继承蒙古故地领地，另一支随旭烈兀西征移居伊朗，以孙札黑等为代表。
- 千户鎖儿罕失剌（Sorqan Šira，سورغان شيره/Sūrghān Shīra）
  - 赤老温（Čila'un ba'atur，چيلاوغان بهادر/Chīlāūghān bahādur）
    - 宿敦（Sudon noyan，سدون نویان/Sudūn Nūyān）
      - 合术（Qajudar，قاجودر/Qājūdar），继承宿敦的地位和不儿罕・合勒敦领地，效力于忽必烈。晚年近百岁时仍言行不羁，曾指着儿媳妇说“把她给我”。
      - 撒儿塔黑那颜（Sartaq noyan，سرتاق نویان/Sartāq Nūyān），据《五族谱》记载为宿敦之子，效力于忽必烈。《史集》提到他曾作为使者被派往旭烈兀处，按忽必烈之命带回八邻部的伯颜，后者后来成为灭宋大军统帅。
      - 布尔贾（Burja，بورجه/Būrja），《五族谱》记载为宿敦之子，任忽必烈麾下万户长，具体事迹不详。
      - 塔马赤：与合术同住不儿罕・合勒敦领地，后被元朝派往伊利汗国出使。
      - 孙札黑那颜（Sunjaq noyan，سونجاق نویان/Sūnjāq Nūyān），随旭烈兀西征，历仕旭烈兀、阿八哈、貼古迭兒三代，后在阿鲁浑即位内乱中失势。
      - 秃丹（Tudan，تودان/Tūdān），随孙札黑西征，阿八哈即位后任鲁姆万户长，1277年在马穆鲁克王朝拜巴尔的突袭中战死。其孙出班在合赞汗时期崛起，成为速勒都思部最显赫的家族，后裔建立了出班王朝。
        - 马里黑（Malik，ملك）
          - 万户出班（Čuban，جوبان/Jūbān）
            - （Amīr Ḥasan，أمير حسن）
            - （Temür taš，أمير تیمور تاش/Amīr tīmūr Tāsh）
            - （Damshaq noyan，خواجه نویان）
            - （Shaikh Maḥmūd，شيخ محمود）

      - 帖木儿不花，效力于旭烈兀家族
      - 怯台那颜，效力于旭烈兀家族
      - 阿剌铁木儿，效力于旭烈兀家族

    - 阿剌罕（Alaqan）
      - 鎖兀都（Soγudu）
        - 唐古䚟（Tangγutai）
          - 健都班（Gaindu-dpal）

    - 纳图儿（Nadr）
      - 察剌（Čalan）
        - 忽訥（Uquna）
          - 脱帖穆耳（Toq temür）
            - 大都，袭东平上千户所达鲁花赤
            - 哈剌
            - 月魯不花（Örüg buqa）
            - 笃列图，至正五年进士，衡州路衔阳县丞
            - 王者不花

  - 沉白（Čimbai）